# Leucophenga quinquemaculata
Leucophenga quinquemaculata är en tvåvingeart som beskrevs av Gabriel Strobl 1893. Leucophenga quinquemaculata ingår i släktet Leucophenga och familjen daggflugor. Arten är reproducerande i Sverige. Inga underarter finns listade i Catalogue of Life.